# Jonas Wengström
Jonas Wengström, född 1 februari 1795 i Ovanåker, Gävleborgs län, död 5 juli 1855 i Ovanåker, Gävleborgs län, var en svensk orgelbyggare och organist.
Wengström var son till bonden och kyrkvärden Pehr Olsson och Kerstin Persdotter. Han flyttade i november 1818 till Stockholm. 
Han var 1832–1836 elev hos orgelbyggaren Gustaf Andersson i Stockholm. Han flyttade i februari 1836 till Hässlinge i Lillkyrka och blev kompanjon med Pehr Gullbergson, vilket han förblev till 1846. 1849 flyttade Wengström till Östanå 17 i Ovanåkers socken. Där var han  orgelbyggardirektör. Han avled den 5 juni 1855 och begravdes den 8 juni samma år.
Wengström var oexaminerad och uppfann melodiverket, ett verk som förstärker sopranstämman vid flerstämmighet. På 1850-talet arbetade han tillsammans med orgelbyggaren Cederlund i Stockholm. Wengström hade flera elever under tiden på Östanå i Ovanåker. Bland hans elever och gesäller märks Jonas Weng, Carl Elfström och Jonas Hedberg, elev från 1849. 
Wengström var även organist i Ovanåkers församling.

## Lista över orglar
| År        | Ursprunglig kyrka          | Stift    | Bild | Manualer | Pedal        | Stämmor | Bevarad orgel/fasad | Övrigt |
| --------- | -------------------------- | -------- | ---- | -------- | ------------ | ------- | ------------------- | --- |
| 1833      | Vittinge kyrka             | Uppsala  |      |          |              |         | Ja/Ja               | Byggd tillsammans med Gustaf Andersson (orgelbyggare). |
| 1839      | Nysätra kyrka              | Uppsala  |      | 2        | Bihängd      | 11      | Ja/Ja               | Orgeln byggdes med äldre pipor från 1700-talet. Byggdes tillsammans med Pehr Gullbergson. Melodiverket byggdes av Wengström. |
| 1839      | Uppsala trefaldighetskyrka | Uppsala  |      |          |              | 18      | Nej/Nej             | Byggd tillsammans med Pehr Gullbergson. 1867 renoverades och tillbyggdes orgel av kyrkans organist Daniel Wallenström. En ny orgel byggdes 1905 av Åkerman & Lunds Orgelfabriks AB, Sundbybergs köping.                                                            |
| 1840      | Valbo kyrka                | Uppsala  |      |          |              | 11      | Nej/Nej             | Byggd tillsammans med Pehr Gullbergson. Orgeln hade också ett melodiverk. En ny orgel byggdes 1881 av Åkerman & Lund, Stockholm. |
| 1842      | Vätö kyrka                 | Uppsala  |      | 2        |              | 10      | Nej/Nej             | Byggd tillsammans med Pehr Gullbergson. Orgeln hade ett melodiverk med 2 stämmor. Orgeln byggdes om 1910 av Erik Henrik Erikson, Gävle. 1921 byggdes en ny orgel av Furtwängler & Hammer, Hannover, Tyskland.                                                      |
| 1842      | Gräsö kyrka                | Uppsala  |      | 1        | Bihängd      | 6       | Ja/Ja               | Byggd tillsammans med Pehr Gullbergson. 1956 sattes en Zimbelquint 1 1/3' in istället för Vox Candida 8' av Frede Aagaard, Lyrestad. |
| 1843      | Hagby kyrka                | Uppsala  |      | 1        | Bihängd      | 9       | Ja/Ja               | Byggd tillsammans med Pehr Gullbergson. |
| 1843      | Ununge kyrka               | Uppsala  |      | 1        | Bihängd      | 8       | Ja (delvis)/Nej     | Byggd tillsammans med Pehr Gullbergson. En ny orgel byggdes 1935 av John Vesterlund, Lövstabruk. 7 av stämmorna från 1843 års orgel ingår i orgeln byggd 1935. |
| 1844–1845 | Ovanåkers kyrka            | Uppsala  |      | 1        | Självständig | 15      | Nej/Ja (delvis)     | Orgeln hade ett melodiverk. Innerverket flyttades 1908 till Edsbyns missionshus, Ovanåker. En ny orgel byggdes i missionshuset 1977 av Gunnar Carlsson, Borlänge. En ny orgel byggdes 1908 av Erik Henrik Erikson, Gävle. Orgelfasaden förändrades något samma år. |
| 1847      | Svabensverks kapell        | Uppsala  |      | 1        | Bihängd      | 6       | Ja/Ja               | Orgeln skänktes 1847 till kapellet av Jacob de Ron. Den flyttades till det nuvarande kapellet 1885. Subbas 16' i pedalen är senare tillbyggd. |
| 1848      | Svartnäs kyrka             | Västerås |      | 2        | Bihängd      | 11      | Ja/Ja               | Orgeln renoverades 1956 av Bröderna Moberg, Sandviken. |
| 1850      | Forsa kyrka                | Uppsala  |      | 2        | Självständig | 20      | Nej/Ja              | Orgeln hade ett melodiverk. En ny orgel byggdes 1923 av Gebrüder Rieger, Jägerndorf, Tjeckoslovakien. |
| 1851      | Sundborns kyrka            | Västerås |      | 1        | Självständig | 9       | Nej/Nej             | En ny orgel byggdes 1908 av E A Setterquist & Son, Örebro. |
| 1854–1866 | Ockelbo kyrka              | Uppsala  |      |          |              |         | Nej/Nej             | Orgeln påbörjades 1854 av Wengström som avled 1855. Den fullbordades 1866 av E A Setterquist, Hallsberg. Orgeln förstördes i en brand 1904. |
| 1854      | Hamrånge kyrka             | Uppsala  |      | 2        |              |         | Ja/Ja               | 1949 restaurerades och byggdes orgelverket om av Th Frobenius & Co, Lyngby, Danmark. Samma år fick öververket en crescendosvällare. 1977 restaurerades orgelverket av Åkerman & Lund Orgelbyggeri AB, Knivsta.                                                     |
| 1855      | Högbo kyrka                | Uppsala  |      |          |              |         | Nej/Nej             | En ny orgel byggdes 1969 av A Magnussons Orgelbyggeri AB, Mölnlycke. |
| 1855      | Hosjö kyrka                | Västerås |      | 1        | Självständig | 6       | Nej/Nej             | En ny orgel byggdes 1908 av Johannes Magnusson, Göteborg. |

## Medarbetare
- Jonas Weng (1822–1900).[15][16] Han var mellan 1849 och 1851 orgelbyggarelev hos Wengström.[11][12]
- Jonas Hedberg (1823–1887).[17] Han var mellan 1849 och 1854 gesäll hos Wengström.[11][12][13]
- Carl Elfström (1830–1917). Han var mellan 1849 och 1852 lärling hos Wengström.[11][12][13]
- Nils Uhlin (1823–1915).[18][19] Han var mellan 1853 och 1856 arbetare och orgelbyggarelev hos Wengström.[12][13]